# عبد الله بن فيصل الفرحان آل سعود
عبد الله بن فيصل بن تركي بن فرحان آل سعود هو أول وزراء الحرس الوطني في المملكة العربية السعودية.

## سيرة
هو عبد الله بن فيصل بن تركي بن سعود بن إبراهيم بن عبد الله بن فرحان بن سعود بن محمد بن مقرن بن مرخان ابن إبراهيم بن موسى بن ربيعة بن مانع بن ربيعة المريدي.
ولد عام 1326 هـ في الرياض بنفس المكان الذي صُلي عليه، فقد تم شراء منزله لاحقًا ليتم ادخاله في توسعة جامع الرياض الكبير (جامع الإمام تركي بن عبد الله).
وقد نشأ يتيمًا مع شقيقه فهد في كنف والدتهم بعد أن قُتل والده في بداية فتوحات المملكة بمنطقة قريبة من الأحساء وهو في عمر سنتين، وقد وتولى الملك عبد العزيز آل سعود رعايتهم بالإضافة لتنشئتهم وتربيتهم من قبل والدتهم موضي بنت ناصر بن فرحان آل سعود ابنة المستشار أو العم ناصر وهي القاب أطلقها الملك عبد العزيز على والدها الذي عُرف بفروسيته وذكائه وهو أحد رجالات الملك عبد العزيز وأول أمير للمدينة المنورة وقُتل في حربه ضد ثورة النخاولة. وقد حرص الملك عبد العزيز على أن يلتقي أبنائه في كل يوم خميس مع عبد الله وشقيقه فهد.[بحاجة لمصدر]
تولى تدريبهم على الحروب أحد رجالات الملك عبد العزيز وهو مطلق بن عجيبان، وفي أول مشاركة له بالحروب كان يبلغ من العمر 15 سنة في معركة الرغامة ومن ثم حرب اليمن وقام بقيادة الجيش لاحقًا في العديد من معارك تأسيس المملكة مثل غزوة الريث وغيرها.[بحاجة لمصدر]
قام بتطبيق الحدود الشرعية وهو أول من طبق حد الحرابة بعد تأسيس المملكة[بحاجة لمصدر] ومما يعرف عنه بأنه حكم على شخص قام بسرقة أبل بعض المسافرين ونفذ فيه حد الحرابة وبعد فترة من الزمن قام المذكور بزيارة عبد الله ليشكره ويسلم عليه وهو مقطوع اليد وضل متصل على زيارته حتى توفي.
عاش آخر سنوات عمره في مزرعته الشهيرة (مشيرفة).

## مناصبه الحكومية
- أمير منطقة القصيم من عام 1355 هـ - 1366هـ.[1]
- رئيس الحرس الوطني من عام 1374 هـ - 1376هـ.

## أسرتة
زوجاتة
حصة بنت محمد الرعوجي ال فهيد 

ابنائة وبناته
- عبد العزيز (الأول) بن عبد الله بن فيصل بن فرحان آل سعود (متوفى؛ وله أبناء).
- فرحان بن عبد الله بن فيصل بن فرحان آل سعود (متوفى؛ وله أبناء منهم: فيصل وزير الخارجية).
- هند بنت عبد الله بن فيصل بن فرحان آل سعود.
- منيرة بنت عبد الله بن فيصل بن فرحان آل سعود. متزوجة من ناصر بن فهد بن فيصل الفرحان آل سعود.
- محمد بن عبد الله بن فيصل بن فرحان آل سعود.
- سميرة بنت عبد الله بن فيصل بن فرحان آل سعود (رئيسة جمعية أسر التوحد الخيرية ورئيسة الجمعية السعودية الخيرية للفصام).[2]
- نورة بنت عبد الله بن فيصل بن فرحان آل سعود. متزوجة من الأمير فيصل بن فهد بن فيصل بن فرحان آل سعود.
- فيصل بن عبد الله بن فيصل بن فرحان آل سعود.
- فهد بن عبد الله بن فيصل بن فرحان آل سعود.
- عبد العزيز (الثاني) بن عبد الله بن فيصل بن فرحان آل سعود (توفي في 10 مارس 2020).[3]
- عبد الرحمن بن عبد الله بن فيصل بن فرحان آل سعود (محافظ محافظة حفر الباطن).
- هدى بنت عبد الله بن فيصل بن فرحان آل سعود.(رحمها الله)
- سعد بن عبد الله بن فيصل بن فرحان آل سعود.
- موضي بنت عبد الله بن فيصل بن فرحان آل سعود.
- فواز بن عبد الله بن فيصل بن فرحان آل سعود.
- سعود بن عبد الله بن فيصل بن فرحان آل سعود.

## وفاته
توفي عبد الله بن فيصل آل سعود في 29 شوال 1427 هـ الموافق 20 نوفمبر 2006م عن عمر ناهز 100 عام، وصلى عليه جمع كبير من محبيه بمدينة الرياض على بعد أمتار من موقع ولادته وتقدمهم سلطان بن عبد العزيز آل سعود ولي العهد في جامع الإمام تركي بن عبد الله.